# Pouilly-sur-Loire
Pouilly-sur-Loire ist eine französische Gemeinde mit 1.623 Einwohnern (Stand 1. Januar 2022) und einer Fläche von 20,28 km² im Département Nièvre in der Region Bourgogne-Franche-Comté.

## Geographie
Der Ort liegt an der Grenze zum Département Cher am rechten Ufer der Loire, elf Kilometer südöstlich von Sancerre auf einer Höhe zwischen 143 m und 244 m über dem Meer. Die Brücke über die Loire markiert genau die Hälfte der Länge der Loire.
Die Gemeinde besitzt seit 1861 einen Bahnhof an der Bahnstrecke Moret-Veneux-les-Sablons–Lyon-Perrache, welcher von Zügen des TER Bourgogne-Franche-Comté der Verbindung Cosne-sur-Loire–Nevers bedient wird.
Im äußersten Süden des Gemeindegebietes mündet der Mazou in die Loire.

## Weinbau
Das etwa 650 ha große Anbaugebiet mit außergewöhnlichen Süd- und Südwestlagen auf weniger kalkreichem Boden als z. B. in Sancerre ist überwiegend mit Chasselas und Sauvignon Blanc-Fumé bestockt, wobei Sauvignon Blanc die Chasselas-Traube inzwischen etwas verdrängt. Weine, die aus der Chasselas-Traube gekeltert werden, kommen als Pouilly-sur-Loire in den Handel, während die höherwertigen vinifizierten Sauvignon Blanc-Trauben als Pouilly-Fumé verkauft werden und sich in der ganzen Welt großer Beliebtheit erfreuen.

## Geschichte
Pauliaca Villa, wie der Ort früher genannt wurde, wurde bereits im 5. Jahrhundert erwähnt. Im 7. Jahrhundert stand der Ort unter den Schutz von Vigile, Bischof von Auxerre, der zum Priorat der Charité-sur-Loire gehörte. Dieses wiederum war abhängig von der Abtei Cluny. Der Weinbau wurde in Pouilly von den Benediktinern begründet.

## Bevölkerungsentwicklung
| Jahr                       | 1962 | 1968 | 1975 | 1982 | 1990 | 1999 | 2009 | 2019 |
| Einwohner                  | 1804 | 1850 | 1790 | 1723 | 1708 | 1718 | 1742 | 1607 |
| Quellen: Cassini und INSEE |      |      |      |      |      |      |      |      |

## Sehenswertes
- Kirche Saint-Pierre aus dem 16. Jahrhundert, Glockenturm seit 1971 als Monument historique eingeschrieben
- Friedhofskapelle aus dem 17. Jahrhundert, Fassaden und Dächer seit 1971 als Monument historique eingeschrieben
- Reste einer alten Römerstraße und galloromanische Siedlung vicus de Pauliacum
- Mosaiken aus dem niedrigen Kaiserreich, dem bas Empire
- Château du Nozet aus dem 17. Jahrhundert
- Museum über die Loire

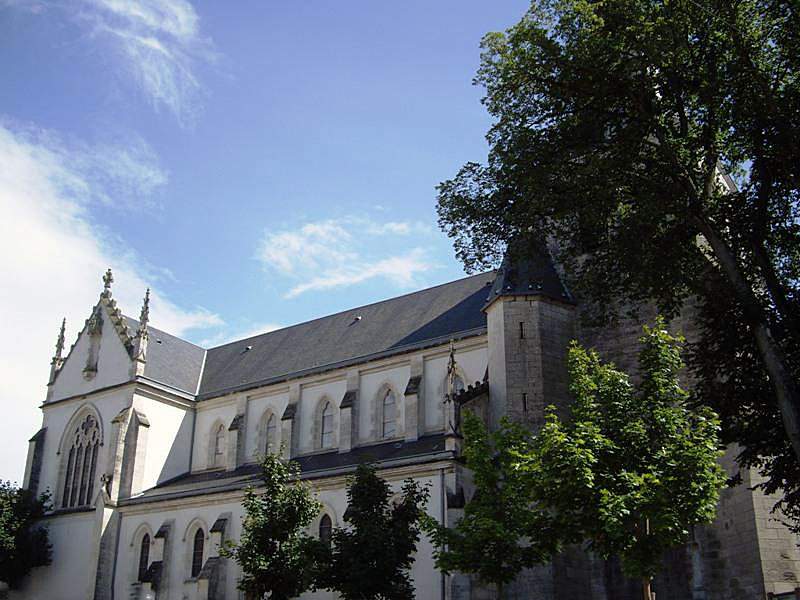
Kirche Saint-Pierre
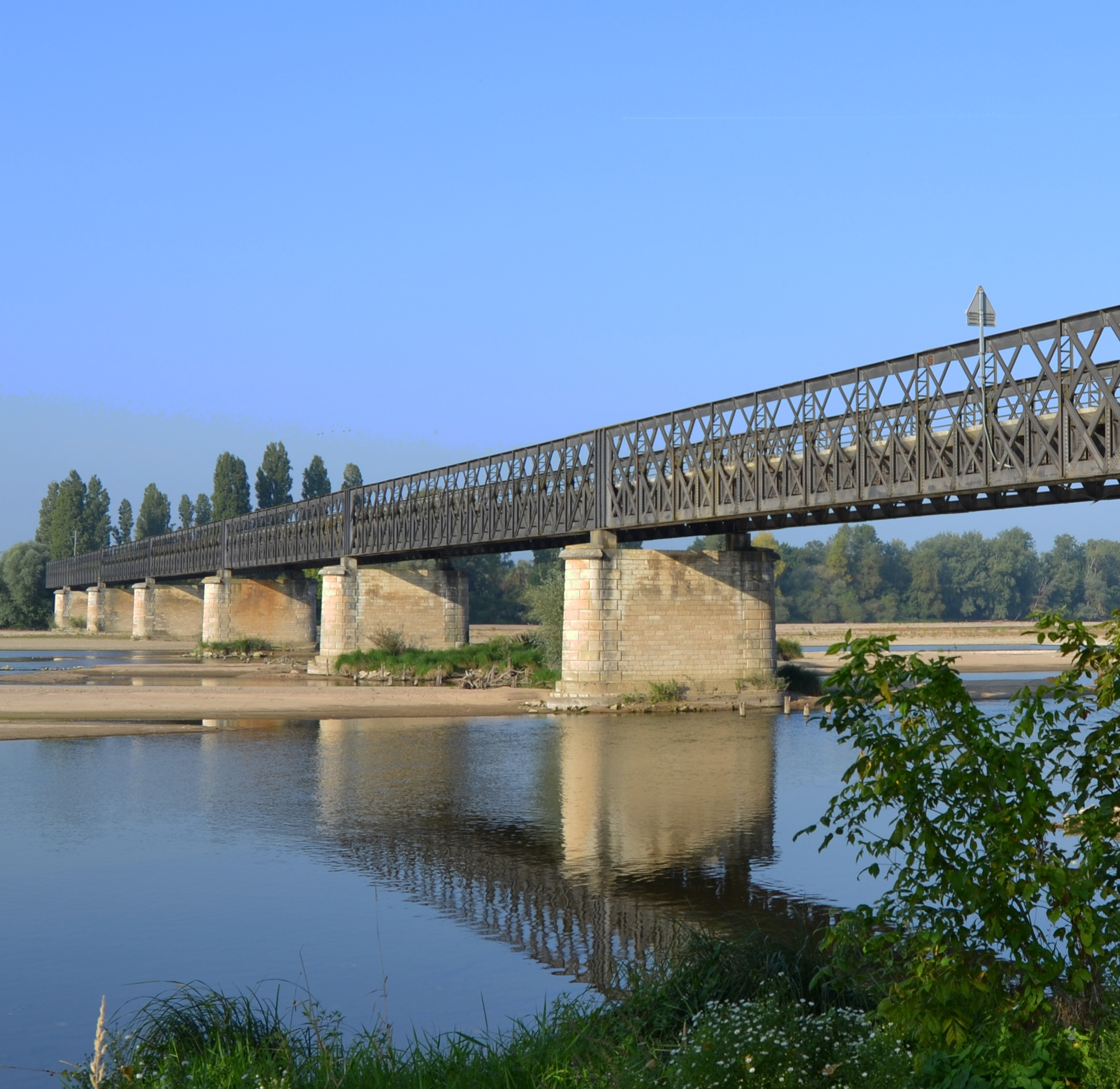
Loire-Brücke
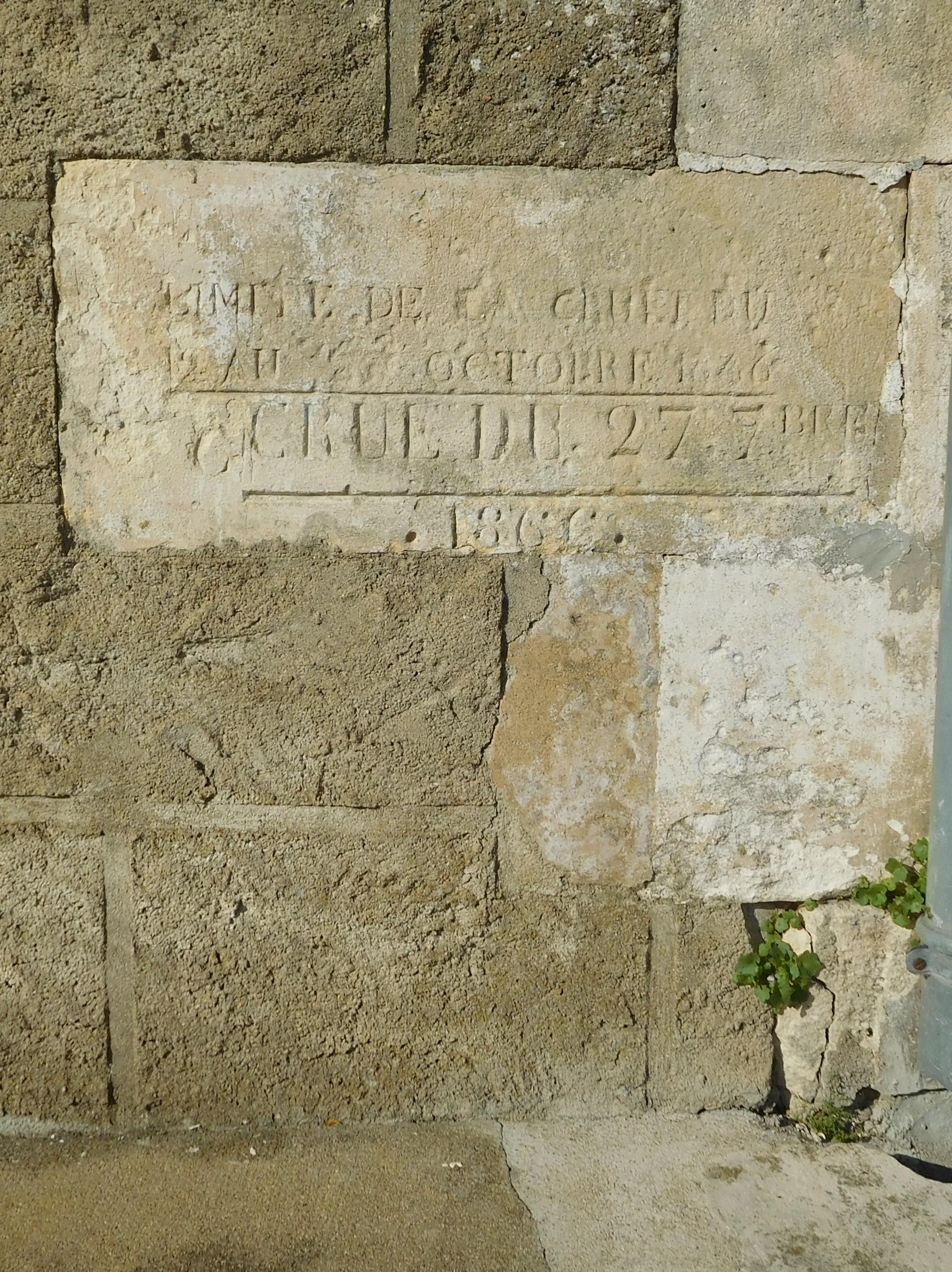
Hochwassermarken von Oktober 1846 und September 1866
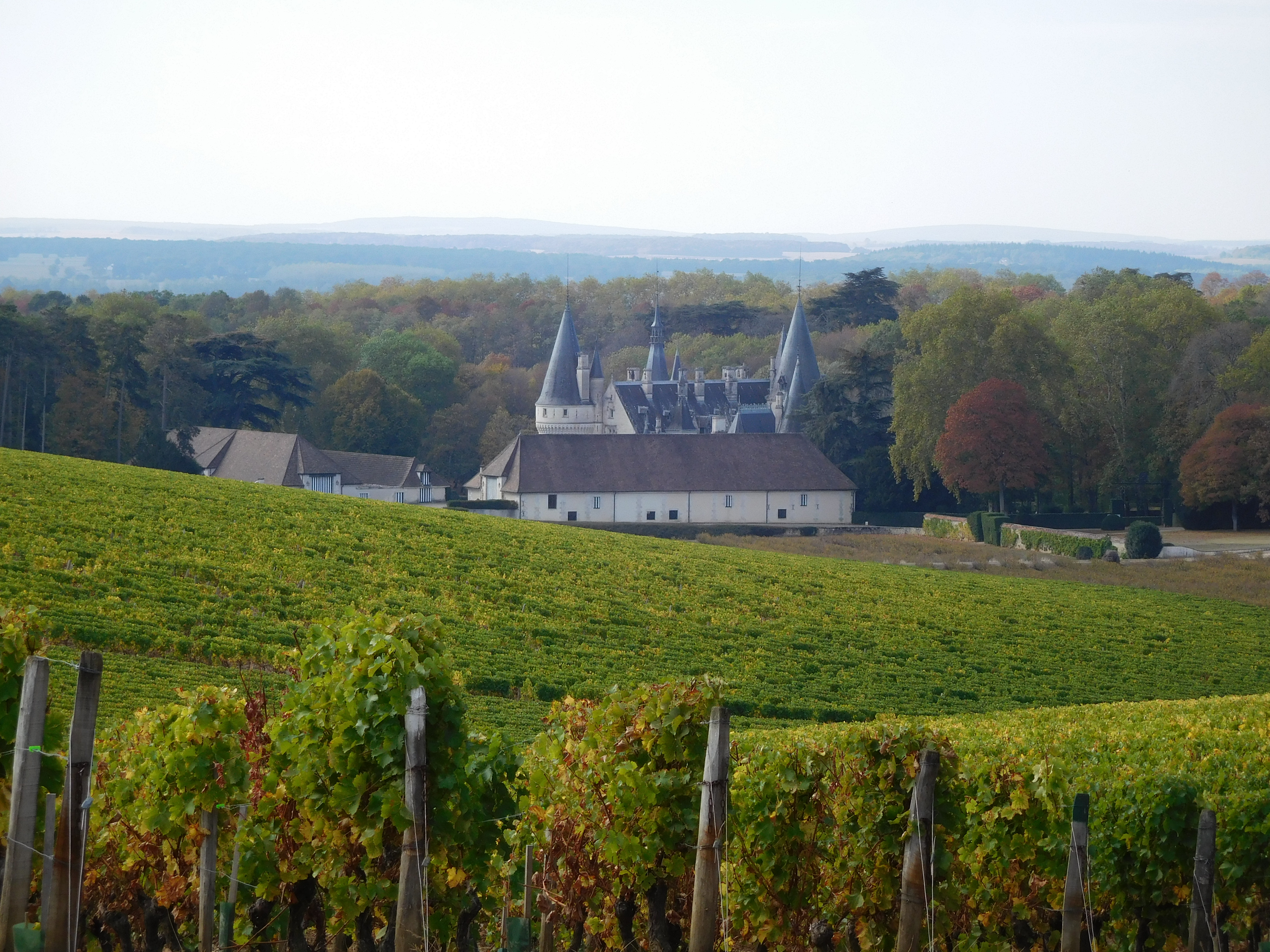
Schloss Le Nozet
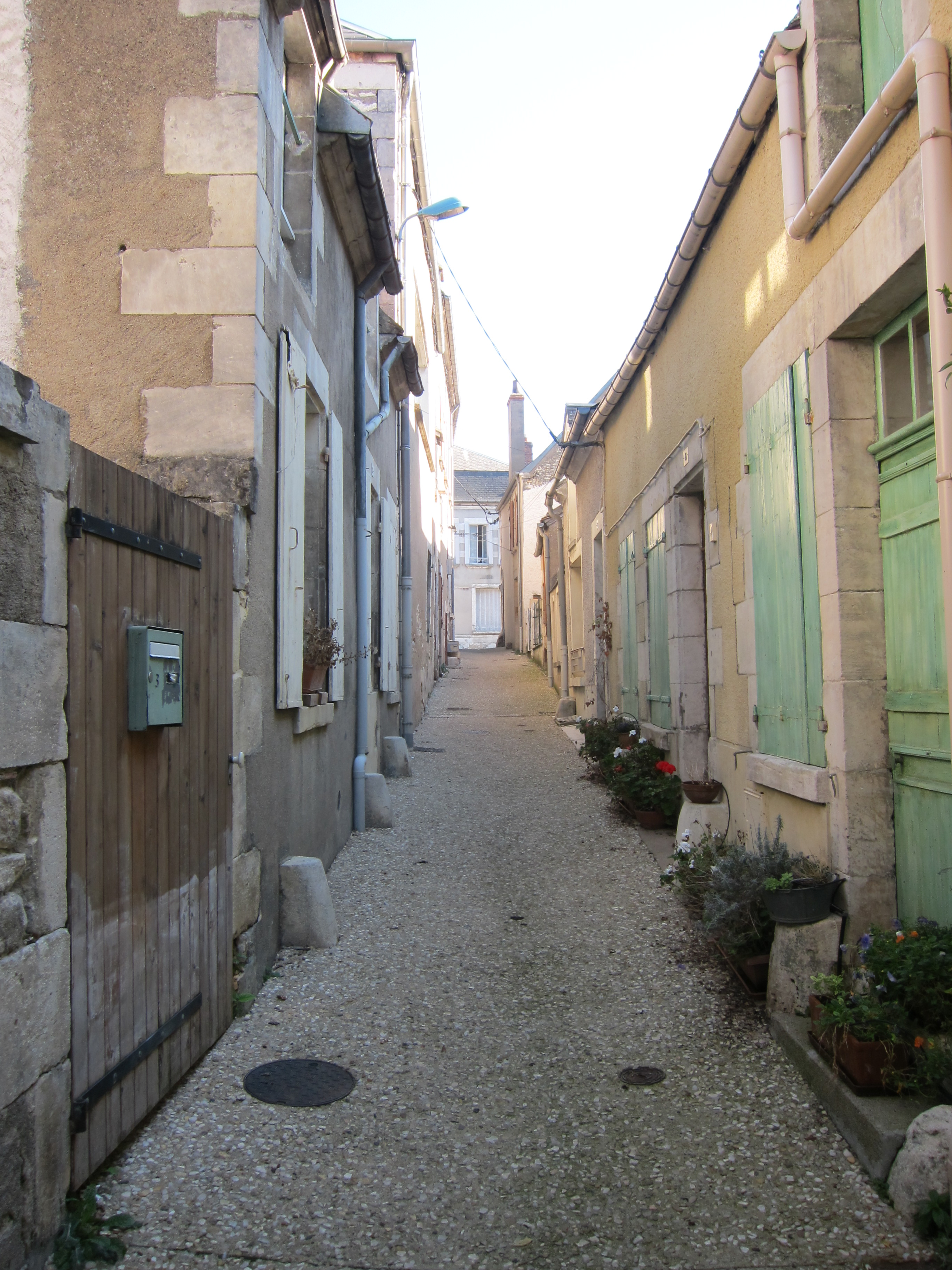
Gasse in Pouilly-sur-Loire

## Persönlichkeiten
- Augustin de Lespinasse (1737–1816), französischer General der Artillerie, Pair von Frankreich, geboren in Pouilly-sur-Loire